# Owczarek kraski
Owczarek kraski (oryginalna nazwa kraški ovčar) – rasa psa zaliczana do grupy molosów w typie górskim, wyhodowana na Bałkanach (Słowenia) do strzeżenia stad zwierząt hodowlanych.
Owczarek kraski pochodzi z płaskowyżu kraskiego znajdującego się w Słowenii. Dawniej zwany owczarkiem z Istrii ma wspólną historię z sarplaninacem. Obydwie rasy pochodzą od dawnego typu psa pastersko-owczarskiego hodowanego na Bałkanach. W roku 1968 Związek Kynologiczny Jugosławii rozdzielił je jako odrębne rasy.
W klasyfikacji FCI rasa ta została zaliczona do grupy II – Pinczery, sznaucery, molosy i szwajcarskie psy do bydła, sekcja 2.2 – Molosy typu górskiego. Nie podlega próbom pracy.
Eksterierowo rasy te są do siebie bardzo zbliżone, różnice są głównie w wielkości i masie. Owczarek kraski jest mniej masywny i niższy w kłębie. Pożądane jest także umaszczenie szaro-stalowe. 
Jest psem typowo pasterskim, wykorzystywanym także w służbach wojskowych, gdzie był ceniony za nieprzekupność i posłuszeństwo. Oczekiwana długość życia psów tej rasy wynosi 12–13 lat.
Poza swoimi naturalnymi obszarami występowania jest psem mało znanym i rzadko spotykanym.